# Àgora Barcelona
Àgora Barcelona és un joc d'estil europeu creat l'any 2005 per Oriol Comas i Coma i Jep Ferret i publicat en col·laboració amb l'Ajuntament de Barcelona. El joc permet de conèixer d'una manera lúdica les places més rellevants de la ciutat.
Es tracta d'un joc de majories, en què cada jugador intenta aconseguir situar el màxim nombre de les seves fitxes o «passejants» als diferents barris de la ciutat. Les fitxes són les figuretes de fusta conegudes com a «meeples» popularitzades pel joc Carcassonne. La col·locació i moviment de les fitxes ve determinada per les diferents possibles accions dels jugadors i per una baralla de cartes, que hi introdueix un element d'atzar. Juntament amb el joc, l'ajuntament va editar un llibre il·lustrat.
La premsa especialitzada va acollir el joc amb entusiasme pel seu concepte senzill i l'estètica excepcional dels dibuixos de Gabi Domènech: «És molt rar qu'un joc concebut per a tothom també apassiona jugadors experimentats.» La revista Board Game Geek li acorda una quota de 6,43/10. El joc va rebre una menció especial per a un joc espanyol al 2º Encuentro Nacional de Juegos de Mesa a Córdoba 2006. Un crític alemany hi veu «una indicació de l'avenir dels jocs de tauler d'Espanya»